# 4892 Chrispollas
4892 Chrispollas este un asteroid din centura principală, descoperit pe 11 octombrie 1985 de CERGA.